# Seegefecht bei Helgoland (1917)
Helgoland (1914) – 22. September 1914 – Texel – Yarmouth – Scarborough, Hartlepool und Whitby – Cuxhaven – Doggerbank (1915) – Noordhinder Bank – Doggerbank (1916) – 29. Februar 1916 – Yarmouth und Lowestoft – Skagerrak – 19. August 1916 – Kanal (1916) – Kanal (1917) – Shetland-Inseln – Helgoland (1917) – Bergen – Seebrügge und Ostende – Tondern
Das Seegefecht bei Helgoland im November 1917 war ein Seegefecht im Ersten Weltkrieg zwischen deutschen und britischen Seestreitkräften in den Gewässern bei der Insel Helgoland.
Der seit März 1917 erklärte uneingeschränkte U-Boot-Krieg des Deutschen Reiches führte zu britischen Gegenmaßnahmen, die in einer verstärkten Verminung der Auslaufwege (siehe auch Nordsee-Minensperre) bestanden. Für den 16. November 1917 wurde seitens des deutschen Flottenchefs eine Stichfahrt in die mittlere Nordsee befohlen, die den minenfreien Weg M auf neu gelegte britische Minen überprüfen sollte. Wegen der schlechten Wetterlage wurde das Unternehmen auf den darauf folgenden Tag verschoben. Die britische Admiralität hatte dank der Aufklärungsarbeit von Room 40 vorzeitig Kenntnis von der deutschen Aktion.
Am 17. November 1917 wurden deutsche Minensuchboote bei dem Versuch abgefangen, einen Weg durch ein britisches Minenfeld in der Helgoländer Bucht in der Nähe der deutschen Küste anzulegen, und zwar von den Leichten Kreuzern der Royal Navy Calypso und Caledon. Diese sollten eine solche Räumung verhindern. Den Minensuchern war deutscherseits die II. Aufklärungsgruppe unter Konteradmiral Ludwig von Reuter mit den Kleinen Kreuzern Königsberg, Pillau, Nürnberg und Frankfurt als Nahsicherung mitgegeben worden.
Außerdem standen als Fernsicherung die beiden Schlachtschiffe Kaiser und Kaiserin bei Helgoland. Die beiden Schlachtkreuzer Moltke und Hindenburg lagen, zusammen mit den Kleinen Kreuzern Stralsund und Graudenz, auf der Jade in Bereitschaft. Deren Ferndeckung bestand aus den beiden Schlachtschiffen Friedrich der Große und König Albert.
In dem sich nun entwickelnden Gefecht zogen sich die deutschen Schiffe südwärts in Richtung der Großlinienschiffe Kaiser und Kaiserin zurück. Die beiden britischen leichten Schlachtkreuzer Courageous und Glorious des Ersten Kreuzergeschwaders griffen zur Unterstützung der britischen Kreuzer ein und bekämpften die Kleinen Kreuzer der deutschen II. Aufklärungsgruppe.
Zusätzlich kamen bald auch die britischen Schlachtkreuzer Tiger, Lion, Princess Royal, New Zealand und Repulse, Flaggschiff Admiral Sir William Pakenhams, des Ersten Schlachtkreuzergeschwaders hinzu. Die britischen Formationen hatten ihren Rückhalt im – allerdings zu weit abstehenden – Ersten Schlachtgeschwader mit den Schlachtschiffen Revenge, Royal Oak, Resolution, Emperor of India und Benbow.
Bei dem mit hohen Geschwindigkeiten (26–27 kn), wechselnden Kursen und zusätzlich durch künstlichen Nebel und Rauch erschwerten und in minenverseuchten Gewässern ausgetragenen Gefecht erzielte keine Seite entscheidende Vorteile. So verschoss die Courageous mehr als 400 Granaten vom Kaliber 38,1 cm, ohne einen Treffer zu erzielen. Die Repulse konnte auf der Königsberg einen schweren Treffer erzielen, der alle drei Schornsteine durchschlug und einen starken Bunkerbrand verursachte, welcher erst nach 30 Minuten gelöscht werden konnte. Auf deutscher Seite ging nur der Hilfsminensucher Kehdingen verloren. Die II. Aufklärungsgruppe hatte insgesamt 21 Gefallene, 13 Schwer- und 30 Leichtverwundete.
Beim Zusammentreffen der britischen Leichten Kreuzer mit den beiden deutschen Schlachtschiffen (Großlinienschiffen) wurde von der Kaiserin ein schwerer Treffer auf der Calypso erzielt. Alle Personen auf der Brücke der Calypso, einschließlich des Kommandanten Herbert Edwards, wurden durch das 30,5-cm-Geschoss getötet. Beim Erscheinen der beiden Schlachtkreuzer Hindenburg und Moltke zogen sich die britischen Schiffe zurück.
Der Kommandant der Kaiserin, Kapitän zur See Kurt Graßhoff, wurde in der Folge – da als ranghöchster kommandierender Offizier vor Ort verantwortlich – im Dezember 1917 abgelöst, weil er sich mit seinen beiden Schiffen zu weit entfernt aufgehalten hatte, um kurzfristig bei überraschenden Feindangriffen eingreifen zu können. Dies wurde seitens der Verantwortlichen (B.d.A/B.d.S. und I. F.d.T. bzw. II. F.d.T.) folgend geändert und die Deckungsgruppe näher an die zu schützenden Schiffe herangezogen.
Ein ausschlaggebender Grund für den beiderseitigen Fehlschlag dürfte in der unklaren Minenlage zu suchen sein. Hinzu kam die auf beiden Seiten – auf der deutschen allerdings weit mehr – fehlende klare Befehlsgebung, verbunden mit einem uneinheitlichen Funk- und Signalverkehr.